# 2959 Scholl
Scholl (asteroide 2959) é um asteroide da cintura principal com um diâmetro de 34,11 quilómetros, a 2,8622684 UA. Possui uma excentricidade de 0,2742882 e um período orbital de 2 860,96 dias (7,84 anos).
Scholl tem uma velocidade orbital média de 14,99752712 km/s e uma inclinação de 5,23244º.
Este asteroide foi descoberto em 4 de Setembro de 1983 por Edward Bowell.